# 教宗名錄
教宗列传（拉丁文：Liber Pontificalis）為天主教的古文獻，是從初代教宗聖伯多祿到十五世紀的教宗的傳記。原本記載到九世紀的哈德良二世或斯德望五世。不過之後有增添內容到十五世紀的庇護二世。也是天主教內部最古老的歷任教宗传记。

## 作者
中世紀時，聖熱羅尼莫被視為由第一任的聖伯多祿到教宗達瑪穌一世（366-384年在位）的傳記作者。提出這個說法的是拉邦·摩路。其他對於早期的著作者的看法還有希格士坡斯和愛任紐，且由優西比烏繼續撰寫。
16世紀時，諾菲奧·范維諾把編輯《教宗名錄》從達瑪穌一世之後到尼可拉斯一世之傳記內容歸功給亞大納修·達西。
近代的史學家路易斯·杜切斯尼為首的論點則認為《教宗名錄》是以逐漸且非一定系統的方式去編輯的。而編撰者的身分則難以確定，除了部分段落，如亞大納修·達西撰寫了尼可拉斯一世及哈德良二世的傳記。
路易斯·杜切斯尼等人認為到斐理斯三世的傳記的《教宗名錄》是由與亞納大削二世同時代的某人所撰。

由於其中使用了教廷財務院的紀錄，因此也有學說認為早期的撰寫者是教宗財庫的書記官。
愛德華·吉朋將此說紀錄於其著作《羅馬帝國衰亡史》中，該書的觀點為《教宗名錄》原是由宗徒的圖書館員和公證人組成的作者群所寫，而到後面的紀錄才是由亞大納修·達西所撰。
杜切斯尼等人認為《教宗名錄》初次的內容增添是在教宗西爾維留斯（536至537年在位）的任期中，或是在教宗郭諾（686至687年在位）的任期中。

## 內容
一開始有紀錄的是歷任教宗之任職名稱和任期，6世紀之後的教宗之傳記則擴充了歷任教宗之本名、生父、出生地點和擔任教宗前的職業。還有任期長度，生前所宣告的教令或重要政見。以及死亡日期、埋葬地點和其死後的宗座出缺期的長短。